# سيرجيو ألفاريز
سيرجيو ألفاريز هو رباع كوبي، ولد في 11 أكتوبر 1979 في ماتانزاس في كوبا.

## وصلات خارجية
- سيرجيو ألفاريز على موقع IAT Database Weightlifting (الألمانية)
- سيرجيو ألفاريز على موقع أوليمبيديا (الإنجليزية)